# Babakin (cràter)
|  | Aquest article tracta sobre un cràter de la Lluna. Si cerqueu un cràter de Mart, vegeu «Babakin (cràter marcià)». |

Babakin és un petit cràter d'impacte que es troba a la part sud del cràter Fermi, en una zona abrupta de la cara oculta de la Lluna.

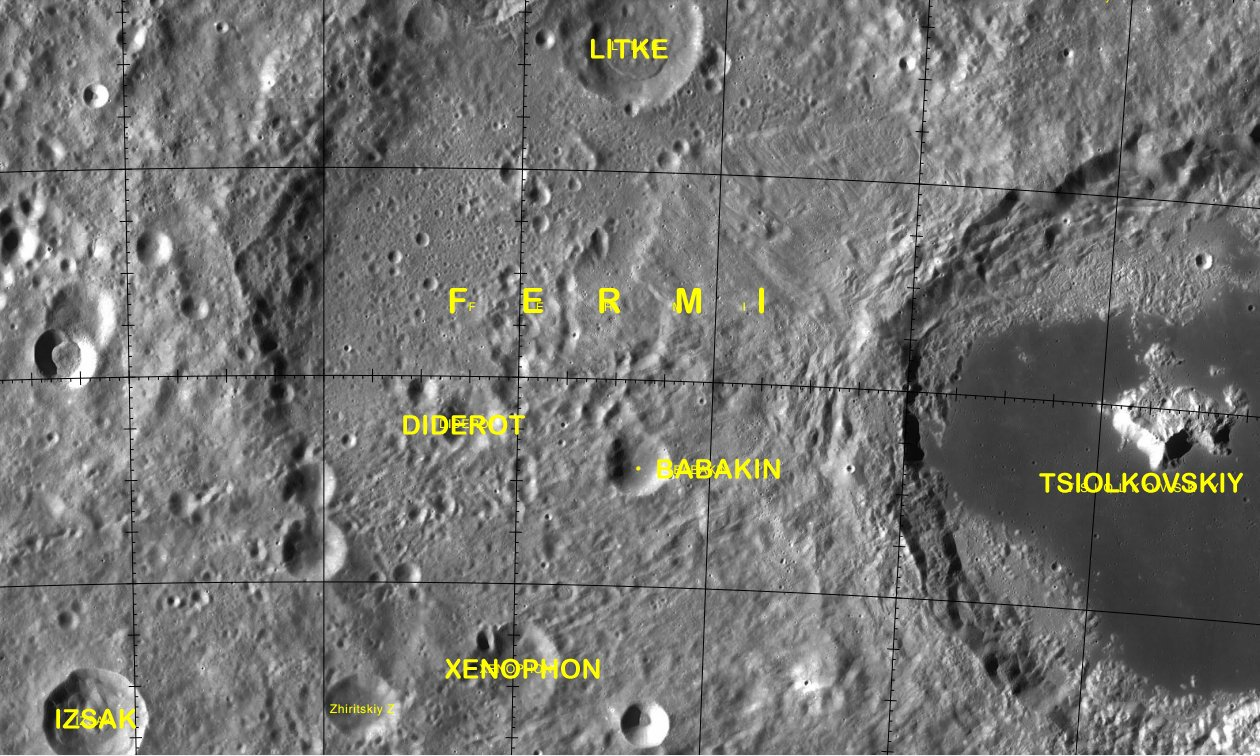
Localització de Babakin (centre de la imatge)
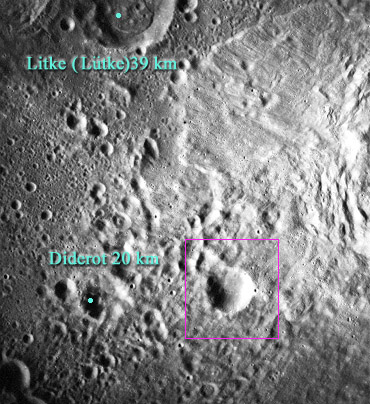
Fotografia de la missió Apollo 15

La vora del cràter és simètric, circular i amb arestes vives, amb només alguna erosió menor i una lleugera depressió al llarg de la vora nord. Les parets interiors tenen un pendent que baixa suaument cap al centre.